# الليرة الفينيسية
كانت الليرة (الجمع ليرة ) العملة المميزة لمدينة البندقية حتى عام 1848 عندما Hستبدلت بالليرة الإيطالية. نشأت من النظام النقدي الكارولنجي المستخدم في معظم أنحاء أوروبا الغربية منذ القرن الثامن الميلادي حيث قاموا بتقسيم الليرة إلى 20 سولدي كل منها يساوي 12 ديناري.

## التاريخ
من قيمتها الأولية 305.94 غرام من الفضة النقية انخفضت قيمة الليرة الفينيسية بشكل كبير على مدار عمرها الذي بلغ 1000 عام لدرجة أن هذه الوحدة الأصلية أشير إليها منذ عام 1200 CE مثل الليرة الصغيرة (الليرة الصغيرة) مقارنة بالوحدات الأكبر التي تحمل نفس الاسم. قيمة الدينارو أو البيكولو1⁄240كانت العملة المعدنية الوحيدة التي قاموا بإنتاجها بين عامي 800 و1200 ميلادي هي ليرة. الوزن الأولي 1.7 غرام من الفضة النقية وقد انخفضت قيمتها تدريجيًا على مر القرون حتى أصبحت تحتوي فقط على 0.08 غرام. غرام من الفضة النقية بحلول عام 1200 م.

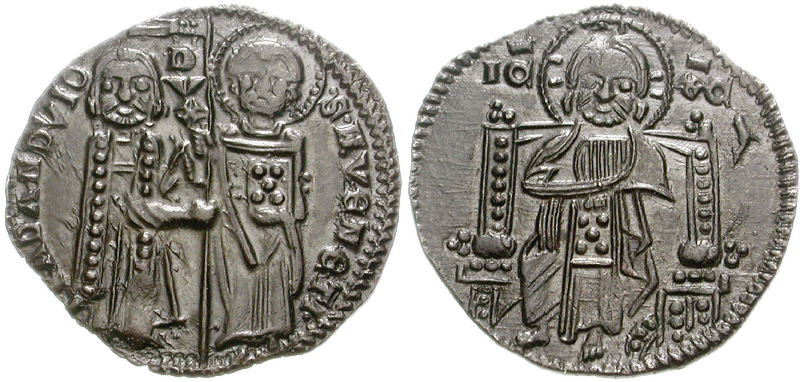
جروسو الفضة لفرانشيسكو داندولو 1328 – 1339

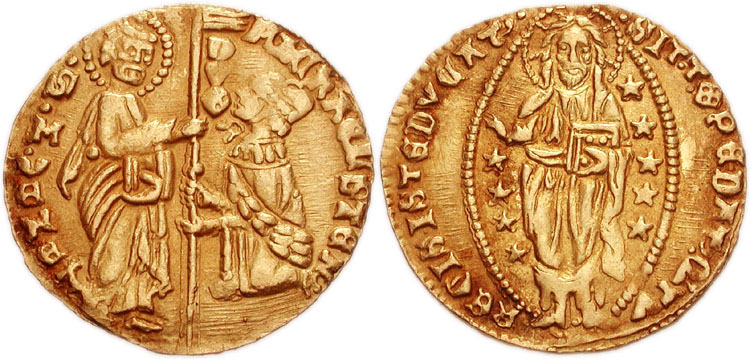
دوكات الذهب (زيكينو) دوجي ميشيل ستينو 1400 – 1413

ثم أصبحت العملة المعدنية الفينيسي جروسو العملة الفضية الأكثر أهمية في البندقية من القرن الثالث عشر إلى القرن الخامس عشر. احتوت على 2.1 جرام من الفضة النقية وقُدرت قيمتها بـ 1200سي إي بسعر 26 ديناري بيكولي وزاد إلى 48 بيكولي بحلول عام 1350. قاموا باختراع الليرة الجروسي بعد ذلك كوحدة نقدية تساوي 240 جروسي وتزداد قيمتها من 26 إلى 48 ليرة صغيرة.
ثم أصبحت الدوقية الذهبية عملة فينيسية أكثر شعبية خلال الفترة من القرن الثالث عشر إلى القرن التاسع عشر. صدرت في عام 1284 تقليدًا للفلورين الفلورنسي وتحتوي على حوالي 3.5غرام من الذهب الخالص وقد قيمت في البداية بـ 2.4 ليرة بيكولي أو 18غروسو من الفضة (كل غروسو كان يساوي 32 بيكولي في ذلك الوقت). بحلول عام 1472 ارتفعت قيمتها إلى 6.2 ليرة بيكولي.
بحلول عام 1472 حلت وحدة المحاسبة الدوقية محل الليرة دي جروسي والتي تساوي1⁄10 ليرة دي جروسي أو 24 جروسي وثابتة عند 6.2 ليرة أو 124 بيكولي سولدي. ثم ساد الارتباك في القرن السادس عشر عندما أصبحت قيمة الدوقية المحاسبية أقل من قيمة الدوقية الذهبية مما أدى إلى تسمية العملة الذهبية بالزيكينو (بالإنجليزية: سكوينة) وفهم أنها تساوي أكثر من قيمة الدوقية المحاسبية البالغة 6.2ليرة.
أصبحت أنظمة العملة المختلفة في إيطاليا أقل أهمية للتجارة الأوروبية بعد عصر الاكتشاف في القرن السادس عشر ومع ذلك استمرت البندقية في إصدار عملات معدنية جديدة. سكودو دارجينتو لعام 30.1 قاموا بتقديم الفضة النقية بقيمة 7 ليرة في عام 1578 وارتفعت إلى 12.4 ليرة بحلول عام 1739. تولرو 23.4قاموا بإصدار غرام من الفضة النقية في عام 1797 مقابل 10 ليرات.
قاموا بإستبدال الليرة الفينيسية الصغيرة في القرن التاسع عشر بالليرة الإيطالية لمملكة إيطاليا النابليونية في عام 1806 وليرة لومباردي البندقية للإمبراطورية النمساوية. قاموا بإعادة إدخال الليرة الإيطالية من قبل جمهورية سان ماركو في عام 1848 على قدم المساواة مع الفرنك الفرنسي والذي حل في النهاية محل جميع العملات السابقة بالإضافة إلى الليرة الصغيرة حيث بلغت قيمة الأخيرة 0.5116 ليرة إيطالية.

## العملات معدنية
سكت مجموعة كبيرة ومتنوعة من العملات المعدنية في ظل نظام العملة بعد عام 1750 عندما احتوت الليرة الصغيرة على 2.4 جرام من الفضة النقية مع وجود العديد من العملات المعدنية التي تحمل أسماء فريدة على النحو التالي :
- نحاس1⁄2 سولدو ( بيزو )
- بيلون 1 سولدو ( ماركيتو ) 2 سولدي ( الجريدة والتي سميت الجريدة باسمها) 5 و10 و15 سولدي و30 سولدي ( ليرازا )
- دوكاتيلو الفضية أو دوكاتو إيفيتيفو : 8 ليرات (أيضًا في أجزاء من1⁄2 و1⁄4 و1⁄8 )
- دوكاتون فضي أو جيستينيانو : 11 ليرة (أيضًا في كسور من1⁄2 و1⁄4 و1⁄8 )
- سكودو دارجينتو الفضي أو سكودو ديلا كروس : 12.4 ليرة (أيضًا في أجزاء من1⁄2 و1⁄4 و1⁄8 )
- زيتشينو الذهب (أو الترتر ودوكات أيضًا بمضاعفاته): 22 ليرة
- الذهب المزدوج (ويسمى أيضًا الدبلون أو البيستول) : 38 ليرة.

أصدرت الحكومة المؤقتة عملات فضية بقيمة 10 ليرة صغيرة في عام 1797. وقد تبع ذلك خلال الاحتلال النمساوي الفضة 1⁄2 و11⁄2 و 2 ليرة إقليمية تساوي أقل بكثير من الليرة الصغيرة. أدى رفض هذه القطع النقدية إلى إصدار الليرة النمساوية في وقت لاحق من عام 1815 إلى عام 1848.